# Eleno di Alessandria
Sant' Eleno, o Elenio, detto anche Eleno di Alessandretta (fl. III secolo), fu il primo vescovo di Alessandretta nella seconda metà del II secolo fino alla sua morte. È venerato come santo dalla Chiesa cattolica.

## Dati biografici
Sant'Eleno di Alessandretta (indicato anche come sant'Eleno di Alessandria o sant'Eleno di Alessandria Scabiosa), in Cilicia, fu il primo vescovo noto della diocesi di Alessandretta nel II secolo.
Secondo Michel Le Quien, egli battezzò la martire Eugenia di Roma durante il regno di Commodo, ma altre fonti indicano invece che a battezzarla furono Eleno di Eliopoli o Eleno di Tarso.